# John Waite (jugador de críquet)
Para el cantante, dirígase a John Waite.
John Henry Bickford White (19 de enero de 1930 - 22 de junio de 2011) fue un jugador de críquet de Sudáfrica que jugó en 1951 a 1965. Nació en Johannesburgo, Transvaal. 
También fue un bateador sólido, anotando 76 en su debut contra Inglaterra en Trent Bridge.
Además de esta carrera, jugó cricket de primera clase para Eastern Province y Transvaal, haciendo su debut en 1948 y retirándose en 1966.